# La Lande-d'Airou

La Lande-d'Airou este o comună în departamentul Manche, Franța. În 1 ianuarie 2022 avea o populație de 535 de locuitori.